# Брук, Томас (умер в 1418)
Сэр Томас Брук (англ. Sir Thomas Brooke; примерно 1355 — 23/24 января 1418) — английский рыцарь, богатый землевладелец из Сомерсета. 13 раз избирался в парламент как представитель этого графства в период с 1386 по 1413 год. Дед Эдуарда Брука, 6-го барона Кобема.

## Биография
Томас Брук родился примерно в 1355 году в семье Томаса Брука и Констанс Маркенфельд. Он принадлежал к рыцарскому роду, известному с XIII века, но не выделявшемуся на общем фоне. После смерти отца в 1367 году Томас-младший унаследовал пять маноров в Сомерсете и одно поместье в Дорсете. До совершеннолетия, наступившего примерно в 1376 году, он находился под опекой Алана Баксхилла — знатного дворянина, придворного Эдуарда III. До 1386 года Брук был посвящён в рыцари.
В течение жизни Брук существенно расширил свои владения и стал очень влиятельным человеком. Этим он был обязан в первую очередь выгодной женитьбе на вдове богатого бристольского купца Джоан Чеддер, которая обеспечила ему владение 17 манорами в Сомерсете, Дорсете, Девоне и Глостершире и рядом доходных домов в Бристоле. Знакомство будущих супругов состоялось не позже мая 1384 года. Джоан тогда была замужем за Робертом Чеддером, но её мужа признали безумным, и Брук участвовал в управлении его имуществом. В июне 1384 года Чеддер умер, а спустя четыре года Брук женился на вдове. Сын Джоан от первого брака Ричард в 1400 году передал своему отчиму право пожизненно владеть всем достоянием Чеддеров «за то, что для защиты того же от различных чужаков упомянутый Томас много раз переносил большие трудности и затраты». Это решение пасынка сделало Брука, имевшего собственные земли (к 1418 году это было 11 маноров), самым богатым и влиятельным землевладельцем Сомерсета.
К 1404 году одни только владения в Сомерсете приносили сэру Томасу 165 фунтов годового дохода. В 1412 году его совокупный доход по данным, которые историки считают заниженными, составлял 429 фунтов (189 в Сомерсете, 120 в Бристоле, по 40 в Девоне и Глостершире, по 20 в Дорсете и Уилтшире). О богатстве Брука говорит тот факт, что в 1397 году король Ричард II выдал ему разрешение построить каменную стену вокруг усадьбы Холдич и окружить это поместье парком площадью в 200 акров.
Брук постоянно участвовал в общественной жизни Сомерсета. В феврале 1385 года он присоединился к свите сэра Филиппа Куртене, который тогда был назначен наместником Ирландии и собирался отправиться на этот остров. Король поручил Бруку найти для Куртене корабли. Позже Брук участвовал в качестве арбитра в земельных спорах, которые вёл сэр Филипп, был управляющим владений его брата, сэра Питера. В ноябре 1386 года человек по имени Томас Брук получил королевское помилование за убийство Ральфа Стаффорда (сына Хью, 2-го графа Стаффорда), совершённое годом ранее, во время шотландского похода; однако неясно, о ком именно идёт речь.
Благодаря обширности своих владений Брук и его сосед сэр Уильям Бонвилл доминировали в парламентском представительстве Сомерсета более полувека. Сэр Томас в период с 1386 по 1413 год заседал в парламенте как минимум 13 раз: в 1386, 1388, 1391, 1393, 1395, 1397 (дважды), 1399, 1402, 1404, 1407, 1410 и 1413 годах. Короли Ричард II и Генрих IV старались использовать его влияние в графстве в своих интересах. Так, в 1397 году Бруку было приказано осмотреть поместья, конфискованные Беспощадным парламентом у лордов-апеллянтов. В 1400 году он был назначен в комиссию, занимавшуюся конфискациями имущества сторонников Ричарда II, свергнутого и убитого к тому времени.
Историки полагают, что сэр Томас был более лоялен к Генриху IV, чем к Ричарду. В ноябре 1399 года, вскоре после своей коронации, Генрих освободил Брука от обязанности служить против своей воли, а в 1404 году назвал его «нашим любимым и верным рыцарем». Брук был вызван на Большой совет в августе 1401 года как один из четырех представителей Сомерсета и там предложил королю финансовую и военную помощь. В августе 1400 года он дал Генриху взаймы 100 марок, в 1403 году — 200 фунтов стерлингов. В 1405 году сэр Томас лично участвовал в борьбе с Оуайном Глиндуром в Уэльсе, собирал деньги в западных графствах для войска герцога Йоркского и для защиты валлийских замков (он сам внёс 40 фунтов).
В начале правления Генриха V Брук изъявил готовность предоставить ссуду в 500 марок на поход во Францию (17 июля 1413 года). В мае 1415 года он стал королевским рыцарем и получил в пожизненное владение поместье Лайм-Реджис в Дорсете за ежегодную плату в пять фунтов. О влиянии сэра Томаса в эти годы говорит тот факт, что в парламент от Сомерсета и Дорсета избирались не только его сын, но и его друзья и союзники. Сына Брук женил в 1410 году на наследнице барона Кобема и падчерице Джона Олдкасла, 1-го барона Олдкасла; этот брак прибавил ему веса, но навлёк подозрения в сочувствии лоллардам, к числу которых принадлежал Олдкасл.
Томас Брук умер 23 или 24 января 1418 года. Его завещание, датированное 25 мая 1415 года, заставляет историков предположить, что Брук и в самом деле мог быть лоллардом: документ описывает завещателя как «безбожника» и просит Бога «позаботиться о том, чтобы вернуть [его] несчастную душу в его милость и сохранить ее от проклятия». Сэр Томас приказал похоронить его в Торнкомбе, отслужить в память о нём три мессы, раздать деньги 300 бедным людям. Церкви и религиозным орденам он не оставил ничего. Вдова Брука умерла в 1437 году и была похоронена рядом с ним. Над могилой супругов установили медное надгробие.

## Семья
Томас Брук был женат на Джоан Хэнхем, дочери Саймона Хэнхема, вдове Роберта Чеддера. В этом браке родились двое сыновей. Старший, Томас, женился на Джоан Брейбрук, 5-й баронессе Брейбрук в своём праве, и благодаря этому Бруки начиная с сына Томаса-младшего Эдуарда носили баронский титул.